# Monster Hunter Tri
Monster Hunter 3 Tri (モンスターハンター3（トライ） Monsutā Hantā Torai?, "Monster Hunter 3 (tri-)" en Japón) es la tercera entrega de la saga de videojuegos Monster Hunter, puesto a la venta para la videoconsola Wii el 1 de agosto de 2009 . Inicialmente, el juego estaba siendo desarrollado para PlayStation 3, pero la producción se trasladó a Wii debido a recortes presupuestarios. Previo a su debut, se incluyó una demo de Monster Hunter Tri en las versiones japonesas de Monster Hunter G.

## Desarrollo
En una entrevista al productor Ryozo Tsujimoto este afirmó: "A Capcom le encanta la idea del chat de voz y sabemos que es un mínimo para los jugadores occidentales" lo que sugirió que la versión occidental de Monster Hunter Tri poseería soporte para el wii speak. Esto se confirmó más tarde. Antes del lanzamiento del juego se anunciaron dos paquetes especiales. Un paquete para América del Norte y Europa incluiría un mando clásico Pro negro y el juego. Un paquete exclusivo Europeo incluiría un dispositivo Wii Speak, un mando clásico Pro negro y el juego. Gamestop ha ofrecido un disco de demo del juego de forma gratuita en América del Norte. GAME ha confirmado oficialmente un paquete europeo de Monster Hunter Tri de edición exclusiva, que contiene el juego, el Wii Speak, un mando negro clásico Pro y una cabeza ornamental del monstruo que aparece en la carátula de un juego anterior, el Rathalos.
El ecosistema de Monster Hunter Tri se ha ampliado para incluir ambientes submarinos. Dieciocho nuevos monstruos se han desarrollado para el juego y sólo se conservan 3 de los monstruos jefe de los juegos anteriores (Rathalos, Rathian y Diablos), y su inteligencia artificial fue rediseñada por completo. De anteriores entregas se han conservado la espada y Escudo; la gran espada; el martillo; la ballesta, que puede ser ligera, media o pesada; la Lanza; y la Espada Larga, aunque esta última ha de ser desbloqueada durante el juego. El arco, la lanza-pistola, el cuerno de caza, y las espadas dobles no han sido incluidas en el juego. La única arma nueva es el hacha-espada, que puede cambiar entre el modo hacha y el modo espada, y todas las armas se han actualizado con nuevos movimientos.

## Sistema de juego
El juego es similar a otros juegos de la serie. Los jugadores eligen un arma y deben completar misiones para el gremio de cazadores. Existen varios tipos de misiones: las de recolección, las de caza y las de captura. 
En el modo offline, completando misiones específicas tendrás acceso a una misión urgente, que permitirá el paso al siguiente nivel de misiones. 
En el modo en línea se reciben puntos al completar misiones, y tu rango de cazador aumenta con un cierto número de puntos. 
Los jugadores tendrán que recopilar los materiales para preparar la caza, que incluyen hierbas, hongos y semillas para hacer pociones, y varios otros artículos para derrotar a los monstruos. La lucha contra un monstruo implica primero encontrarle. A continuación, debes causarle daño suficiente como para matarlo, capturarlo, o hacerle huir (solo en ciertas misiones). Los jugadores tendrán que aprender los entornos y los comportamientos de las criaturas. Muchos monstruos trabajarán juntos para tratar de derrotar al cazador. Una vez que el jugador mata a un monstruo será capaz de arrancarle partes que puedes llevar al artesano para crear nuevas armas y armaduras. Puedes ser derrotado en la misión de varias maneras, muriendo demasiadas veces (la misión estándar permite un total de 3 muertes), o acabándose el tiempo (sueles disponer de 50 min). Tanto en línea como offline tienes una casa que puedes decorar con objetos diversos. 
Offline (aldea): En un solo jugador el jugador tiene la opción de Caza Libre, donde pueden incursionar en el mapa isla desierta y matar monstruos o recolectar hierbas, setas, miel, semillas o mineral. Mientras que en la aldea el jugador tendrá acceso a una granja que puede ser actualizada por el suministro de material específico. Esta granja permite poner a trabajar a los Felyne peones para producir los materiales adicionales que serán útiles para el cazador. También un capitán de un barco que te ofrecerá canjear varios objetos difíciles de encontrar, que se negociará con el jugador por "artículos comerciales". Artículos encontrados en misiones realizadas con el propósito para ser negociados a este comerciante. También el jugador puede enviar barcos (mejorables de hasta un máximo de nivel 3) para encontrar pescado, mineral ("tesoro") del océano, y en ocasiones cazar monstruos. También está el hijo del jefe de la aldea que transformara las presas que hayas matado o capturado en recursos.
En línea (Ciudad): juego en línea cuenta con más misiones disponibles que offline. Hasta 4 jugadores pueden encontrarse en línea en una ciudad y embarcarse en misiones juntos. Las misiones se amplían un poco de dificultad para adaptarse al aumento de los cazadores. Sin embargo, los premios son generalmente mejores en el juego en línea. Los jugadores serán capaces de dar materiales a un especialista en combinación para que llene un frasco, después de una cantidad de misiones que el jugador puede volver a encontrar sus artículos se han convertido en un nuevo elemento. Un Felyne creador de decoración también le pedirá objetos al jugador (Lluvia de ideas) para hacer artículos para decorar tu casa. Capcom de vez en cuando un post "Eventos", que es una búsqueda que sólo está disponible por una cantidad de tiempo asignado. El cambio de los títulos en anteriores versiones de Monster Hunter es que cada misión tiene un nivel que solo los jugadores de ese nivel podrán unirse a esas misiones. A diferencia de otros juegos de la Wii, Tri utiliza un sistema de servidores más tradicionales en lugar de los códigos de amigo o búsqueda de jugadores para jugar en línea. El jugador elige un servidor y puede añadir amigos simplemente enviando solicitudes de amistad a otros cazadores. Cuando el rango cazador (rc) sube, nuevos artículos están disponibles en la ciudad para la compra, el comercio y la creación. Una vez que uno consigue rango suficientemente alto (31) los jugadores podrán embarcarse en misiones de élite (formalmente conocida como misiones más). Estas misiones son más difíciles y ofrecen nuevas piezas (+) de monstruos para crear / actualizar las armas y armaduras.

## Llegada a España
Monster Hunter Tri llegó a Europa, incluida España, el 23 de abril de 2010 con una compensación por la tardanza de casi un año respecto a Japón. El juego, a diferencia de Japón, tiene un modo en línea completamente gratuito. Además, hay tres figuras para coleccionistas, cada figura se consigue de una manera diferente. La figura del Rathalos se conseguía reservando el juego en una tienda especializada de la franquicia Game, la figura del Qurupeco para los 5000 primeros en registrar el juego, y la figura del Lagiacrus comprando la versión especial. Por tanto, en España se puso a la venta en tres packs diferentes: la básica que consta simplemente del juego a un precio de 49,90 euros (aproximadamente), juego más mando clásico negro que cuesta aproximadamente 60 euros, y la versión especial que cuesta aproximadamente 70 euros junto con el accesorio Wii Speak para poder mejorar la comunicación con los amigos y jugadores que tengan código Wii y viceversa.

## Recepción
Total de las puntuaciones 
Agregador de Puntuación 
Metacritic 85% 
Examen de las puntuaciones 
Publicación Puntuación 
Revista Nintendo 95/100
Eurogamer 9 / 10 [10] 
Famitsu 40/40 [11] 
IGN 8.8/10 [12] 
Nintendo Power 9 / 10 [13] 
IGN 9.3/10 Reino Unido [14] 
GamingUnion.net 9,0 [15] 
Metacritic tiene actualmente Monster Hunter Tri en un 85% basado en 42 comentarios, lo que sugiere críticas favorables. [16] Weekly Famitsu certificada del juego con una puntuación de 40/40, convirtiéndose en el undécimo juego para recibir una calificación perfecta de la revista en su historia de 20 años, [11], así como el tercer título para la Wii. La Revista Oficial de Nintendo del Reino Unido dio al juego una puntuación de 91%, señalando que ofrece una experiencia multijugador en línea sin precedentes, pero las misiones pueden estar nervioso al principio. Nintendo Power le dio un 9 / 10. Eurogamer quedaron impresionados por igual, premiando al juego una puntuación de 9 sobre 10, lo que sugiere que Monster Hunter Tri es "definitivamente la mejor manera de presentarte a este increíblemente gratificante la participación y la serie." [17] IGN otorgó al juego una puntuación de 8,8 de cada 10 alabando las capacidades en línea del juego e imágenes impresionantes. [12] Mientras tanto, IGN Reino Unido alabó el juego para su mejora de la accesibilidad, pidiendo el título de "enorme satisfacción de jugar", y le concedió un 9,3 sobre 10 [18] Además a la revisión IGN Reino Unido, Australia IGN elogió el juego por sus efectos visuales fuertes y el atractivo de larga duración, le da al juego un 9,5 "Increíble". [19] En contraste, NTSC Reino Unido se sintieron menos impresionados, la concesión de una importación japonesa del juego una puntuación de 7 sobre 10, criticando el juego por una falta de variedad en las misiones, a pesar de alabar a la atmósfera del juego y efectos visuales. [20] GameSpot también ha dado Monster Hunter Tri un 8, alabando a la animación de juegos, gráficos y una conducta auténtica de monstruos, que no les gustaba la forma de varios jugadores es un poco frustrante para averiguar al principio, y que algunas animaciones tardar mucho tiempo. 
Monster Hunter Tri vendido más de un millón de unidades antes de su salida en Japón. [21] Fue el juego más vendido en Japón para la semana que finalizó el 2 de agosto de 2009, a las 520.000 copias vendidas. [22] A partir del 12 de diciembre de 2009, Monster Hunter Tri es la mejor-venta del juego de vídeo de terceros para la Wii en Japón, a 960 mil copias vendidas. [23] A partir del 31 de diciembre de 2009 más de 1,1 millones de copias se han vendido

## Monstruos

### Neopteron
Altaroth: Hormigas gigantes que atacan con un líquido corrosivo. Pueden cargar comida en el abdomen y puedes obtenerla al acabar con ellos:
| Color del abdomen | Objeto/s que contiene                                                |
| ----------------- | -------------------------------------------------------------------- |
| Azul              | Seta madura, fluido monstruo, caldo monstruo                         |
| Amarillo          | Miel, fluido monstruo, caldo monstruo                                |
| Verde             | Semilla antiagua, semilla del poder, fluido monstruo, caldo monstruo |
| Blanco            | Cáscara insecto, estómago altaroth, fluido monstruo, caldo monstruo  |
| Transparente      | Bolsa calidad                                                        |

Bnahabra: Enormes insectos voladores que atacan lanzando líquidos paralizantes y corrosivos. Son atraídos por la luz.

### Lynian
Felyne: Seres bípedos con aspecto de gato que pueden estar tanto en estado salvaje como trabajando en la ciudad. Al encontrarte a estos adorables felinos de manera salvaje, pueden atacarte mediante lanzamiento de bombas si son atacados.
Melynx: Similares a los Felyne, pero de color oscuro y con gusto por el robo.

### Herbívoros
Aptonoth: Grandes herbívoros muy comunes que viven en manadas. Si uno de los miembros es atacado, el resto huye (aunque a veces te ataca antes de huir). 
Epioth Herbívoros acuáticos que viven en manadas.
Popo: Herbívoros de la tundra que viven en manadas. Destacan por sus grandes cuernos y su abundante pelaje.
Rhenoplos: Herbívoros cubiertos de placas duras que muestran un comportamiento violento. Son muy territoriales. Tienen una vaga visión, pero su oído está muy desarrollado.
Kelbi: Herbívoros similares a ciervos capaces de embestir con fuerza si se les provocan.

### Peces
Animales acuáticos de los que se pueden extraer recursos con un arpón. Pueden ser Shark (tiburón), atún, arowana, medusa, pez gato y pez sol.

### Wyverns Pequeños
Giggi: Larvas de wyverns que habitan en los lugares oscuros. Pueden saltar sobre ti y chuparte la sangre (quitándote vida) o lanzarte toxinas.
Jaggi: Wyverns pájaro muy agresivos que se desplazan en grandes grupos. Se les puede encontrar en varios mapas del juego. Temen al fuego.
Jaggia: Son las hembras de los jaggi y son más grandes y fuertes que estos. Se encuentran protegiendo los nidos. 
Baggi: Wyverns pájaro que habitan en la tundra. Son parecidos a los Jaggi y atacan con un líquido adormecedor; tienen una especie de cuerno en la cabeza, no tiene utilidad. A diferencia de los Jaggi, no se pueden distinguir las hembras a simple vista.
Delex: Seres con forma de pez y hocico de reptil. Nadan por la arena de los llanos arenosos en bancos de 5 o 6 individuos. Si otros Delex resultan heridos, huyen.
Ludroth: Carnívoros acuáticos muy agresivos que suelen ir en grupo. Es la hembra del Ludroth real, y es mucho más pequeña que éste.
Uroktor: Forma juvenil del Agnaktor. Escupen bolas de fuego y tienen la habilidad de hacer túneles en las rocas volcánicas.

### Wyverns Grandes
Monster Hunter Tri cuenta con 15 nuevos monstruos grandes o 'jefes', 3 de ellos exclusivos del modo en línea:
Deviljho, Alatreon y Jhen Mohran.
Gran Jaggi: Es el primer monstruo que aparece en el juego. Su ataque consiste en una embestida de lado, coletazos y en mordiscos. Hay que evitar que empieza a aullar, ya que atrerá a jaggis y jaggias, y a veces, otro Gran Jaggi, que harán el combate se vuelva un poco más difícil. Es vulnerable al fuego.
Qurupeco: Este wyvern se sirve de la ayuda de sus gritos, que pueden hacer que acudan Jaggis, Melynx, Rhenoplos e incluso un Gran Jaggi, un Rathian, Diablos o hasta un Deviljho (en línea), así que hay que evitar que grite, tirándole una bomba sónica. Sus ataques de fuego es lo que lo hacen más peligroso, pero son fáciles de esquivar. Lo mejor es atacarle con armas de hielo.
Ludroth Real: Puede ir tanto por agua como por tierra. Puede lanzar bolas de agua y a veces se revuelca en el suelo, lo que indica que lo mejor es atacarle por la cara o por la cola. Le ayudan algunos Ludroth, que dificultan el combate. A veces se le seca la melena, signo de fatiga, y tiene que ir al agua a recargar. Vulnerable al fuego.
Barroth: Se trata de un wyvern bastante violento que usa la fuerza bruta para atacar. Lo más aconsejable para derrotarle es ponerse debajo suyo. Es vulnerable a agua cuando está cubierto de barro y a fuego sin barro.
Gran Baggi: Como el Gran Jaggi, pero algo más grande y peligroso, este vive en la tundra. Se trata de un jefe bastante sencillo, de características parecidas a los Giadrome de juegos anteriores y posee los mismos ataques que el Gran Jaggi. Solo hay que tener cuidado con las bolas que escupe, que inducen el sueño, lo único que el primer monstruo no posee. Es vulnerable al fuego.
Gigginox: Este wyvern se cuelga a menudo del techo desde donde nos puede succionar y hacernos mucho daño. Lo más peligroso del Gigginox es que puede envenenar con sus ataques. Otro contra es que se le encuentra en las zonas más oscuras de la tundra. Lo mejor para vencerle es llevar muchos antídotos y la antorcha, para iluminar las cuevas. También puede poner huevos, en los cuales aparecerán giggis, o poner bombas venenosas; todas las pone a través de su "cola". Es vulnerable al fuego.
Gobul: Es un leviatán que se encuentra en el bosque inundado, y se le puede pescar usando una rana como cebo. Muy a menudo se esconde bajo tierra, tanto fuera como dentro del agua e imita plantas acuáticas. Lo mejor para derrotarle, es sacarle fuera del agua, donde es más vulnerable. Para hacerle el mayor daño posible atacadle con fuego o trueno.
Barioth: Es como un Tigre Dientes de Sable, recuerda al Nargacuga o al Tigrex de los anteriores juegos, y posee características parecidas. Habita en la tundra y es el monstruo más rápido y ágil del juego. A veces alza el vuelo, pero se mantiene más en tierra. Puede lanzar bolas de nieve de los que salen remolinos al chocar y es tremendamente violento. Es vulnerable al fuego y al trueno pero lo mejor es fuego.
Lagiacrus: Es bastante rápido, tanto por mar como por tierra. Lo mejor es atacarle por el pecho en el agua y por los costados en tierra, nunca por la espalda o por la boca, ya que por ahí suelta descargas eléctricas que podrían infligirnos el estado de trueno, es decir, tiendes a ser aturdido con mayor facilidad. Es vulnerable al fuego.
Uragaan: Otro monstruo exclusivo del área del volcán, muy bruto y resistente, aunque lento. La parte más peligrosa de su cuerpo es su cabeza ya que tiene una Quijada reforzada que usa como martillo, su cola puede dar fuertes golpes y dejar piedras explosivas, Además que tiene la habilidad de inducir el sueño o plaga de fuego mediante unos gases que produce de su cuerpo. Es vulnerable al veneno y al agua.
Agnaktor: Un leviatán de la lava, que se encuentra en el volcán. Lanza una especie de láser, puede dar embestidas y es bastante rápido. Lo aconsejable sería atacarle en el pecho. Es vulnerable al agua.
Ceadeus: El jefe final del modo offline. Se muestra pasivo, salvo en algunas pocas ocasiones. Tiene mucha resistencia, pero en la primera misión solo hay que repelerle, es en la segunda parte donde lo matas o lo vuelves a repeler (esto ocurre cuando acaba el tiempo pero le has hecho el daño suficiente). Es vulnerable al elemento dragón o trueno en menor medida.
Deviljho (En línea): Puede recordar a un dinosaurio. Es muy grande, pero a la vez muy rápido, lo que lo hace peligroso. Puede lanzar piedras, dar coletazos, mordiscos corrosivos (si está cansado), o atacar con un "Aliento de dragón", que reducen la afinidad del arma. Vulnerable a dragón y trueno.
Jhen Mohran (En línea): El monstruo más grande del juego. Su combate es bastante peculiar. En la primera parte del combate se lucha disparando con cañones y Balistas desde un barco que navega por la arena. En la segunda parte puedes bajar del barco y atacarle con tu arma. Vulnerable a dragón, hielo y trueno.
Alatreon (En línea): Sería el equivalente al Fatalis en los anteriores juegos. Tiene forma de dragón alado que se asemeja a un Kushala Daora de mayor tamaño y posee ataques de los Dragones Ancianos de otros Monster Hunter, es el monstruo final de las misiones en línea. Tiene ataques muy peligrosos, y puede dar golpes fatales. Cuando se luche contra él, se debe llevar todo lo posible para recuperar vida (hierbas, pociones y megapociones es lo principal) bombas y bebida fría (a no ser que tengas una armadura o joyas que te baje la resistencia al calor). La mejor manera para acabar con él es que 4 personas lleven ballestas que puedan dormir, paralizar y disparos grupo (lvl 2 o 3). La segunda sería dos con "loto seductor" y dos con "cosecha negra". La tercera sería 2 ballesteros (de las características mencionadas antes), una persona con "triturador diablo M" y otra con "rompealmas M". La cuarta sería 1 ballestero con las características de antes, un espadachín con "Atrapasombras M" y dos con "núcleo latiente". Es vulnerable al dragón en el aire y al hielo en tierra.
Los monstruos no exclusivos del juego son: 
Rathalos: En el suelo carga contra ti y en el aire lanza bolas de fuego y usa sus garras para envenenar. Es débil contra el trueno, el dragón y el agua.
Rathian: Hembra del Rathalos, algo más grande y a diferencia que este envenena usando la cola. Prefiere pelear en tierra y no volar. Es vulnerable al trueno y después al agua.Pero es bien vulnerable al dragón, trueno y agua. Lo mejor es darle más ataques cuando está hambriento igual que al Rathalos y no dejar que coma.
Diablos: Grandes Wyverns voladores del desierto (es raro lograr verlo volar), se mueven por la arena a gran velocidad y poseen unos cuernos enormes y una resistente coraza y una cola en forma de martillo, flaquea ante el hielo.

## Cierre De Servidores En línea
El 30 de abril se cerraron los servidores de Monster Hunter Online.
Hay una petición de Capcom para reabrir los servidores En línea aquí más información: https://www.change.org/p/capcom-reabrir-los-servidores-de-mh3-para-wii

## Monster Hunter Tri-G
El 15 de septiembre de 2011, Capcom muestra al público del Tokyo Game Show la versión mejorada del juego de Wii, llamado Monster Hunter 3G pero esta vez para la nueva portátil tridimensional de Nintendo, la Nintendo 3DS. Las principales mejoras son:
- Se implementan los monstruos del Monster Hunter Portable 3rd
- Se introduce al Jinouga aparecido en la anterior
- Plesioth (conocido anteriormente).
- Happurubokka (extraído del Monter Hunter Portable 3rd).
- Brakidios (Totalmente nuevo).
- Se añade el escenario Montañas del Monster Hunter Portable 3rd.
- Se incluyen armas nuevas que no se incluyeron en el Tri original (Arco, Espadas Duales, Lanza Pistola, Cuerno de Caza...).
- Ampliación de Moga y un modo multijugador local que se desarrollara en una ampliación de Moga llamada Puerto de Tanzia (no contará con modo En línea[1]).

El juego llegaría a Europa y América bajo el nombre de Monster Hunter 3 Ultimate en marzo de 2013.